# Pseudapis flavicarpa
Pseudapis flavicarpa är en biart som först beskrevs av Joseph Vachal 1903.  Pseudapis flavicarpa ingår i släktet Pseudapis och familjen vägbin. Inga underarter finns listade i Catalogue of Life.